# Rhéal Mathieu
Rhéal Mathieu est un informaticien et militant indépendantiste québécois. Il fut membre du réseau Vallières-Gagnon du Front de libération du Québec (FLQ) et de la Brigade d'autodéfense du français.

## Biographie
Le 17 février 1965, il participe à une manifestation coorganisée par le groupe Parti pris et les Chevaliers de l'indépendance. On y brûle l'unifolié, nouvellement adopté et présenté à la population deux jours plus tôt, et Mathieu est condamné pour ce méfait. Il a à l'époque 18 ans, et occupe un emploi de commis expéditeur chez Dupuis Frères. Il fait ensuite partie du réseau
Vallières-Gagnon, de l'aile gauche du FLQ. Le 27 août 1966, il est arrêté avec Gérard Laquerre et Claude Simard lors d'une tentative de braquage au cinéma Jean-Talon. Les sergents-détectives Julien Giguère et Marcel Allard de l'escouade antiterroriste feront craquer Mathieu qui parlera. Reconnu coupable de 13 accusations, dont homicide involontaire, Mathieu reçoit une peine de neuf ans et six mois, la plus lourde des sept membres appréhendés du groupe,. Lors de la crise d'Octobre, le Manifeste du FLQ (en) réclame sa libération immédiate, et celles d'autres felquistes emprisonnés,.
Il devient ensuite informaticien et travaille notamment pour l'entreprise Provigo. Plus tard, en 1994, il est candidat défait aux élections scolaires pour le Mouvement pour une école moderne et ouverte, dans le quartier Ahuntsic. En décembre 1995, il participe à la première assemblée du Mouvement de libération nationale du Québec, dirigé par un autre ancien felquiste, Raymond Villeneuve. En 2000, il est impliqué dans le groupuscule nommé « Brigade d'autodéfense du français » et est arrêté pour avoir participé à trois attentats à la bombe sans victime dans les cafés Second Cup. Il est condamné en 2001 à six mois de prison pour attentats à la bombe et possession illégale d'armes à feu.
En 2017, les médias rapportent que Mathieu est inscrit sur la No Fly List du gouvernement américain, et qu'il lui est interdit pour cette raison d'embarquer dans un avion qui projette de survoler le territoire américain. La même année, il fait partie de la distribution d'un film documentaire intitulé Minoritaires, qui fait état de son implication dans « Les Insoumis », un groupe nationaliste de droite, militant à la fois pour l'indépendance du Québec et contre l'islam,.